# Passage Vendôme
Passage Vendôme je pasáž v Paříži. Nachází se ve 3. obvodu.

## Poloha
Pasáž vede od ulice Rue Béranger a končí na Place de la République. Je orientována z jihovýchodu na severozápad.

## Historie
Pasáž byla otevřena v roce 1827 a nahradila starší Passage du Jeu-de-Paume. Byla pojmenována na počest Philippa de Vendôme (1655–1727), velkopřevora maltézského řádu, který sídlil v nedalekém maison du Temple.
Pasáž se nacházela na části areálu zbořeného kláštera Filles-du-Sauveur. Pasáž Vendôme původně spojovala Boulevard du Temple a Carreau du Temple. Nacházela se tak na ideálním místě mezi divadly na bulváru a tržnicí. Přesto došlo k jejímu úpadku a jen několik let po svém uvedení do provozu byla opuštěna. V roce 1869 došlo k jejímu zkrácení o čtyři metry z důvodu rozšíření Place de la République, odstranění její fasády na bulváru a části její prosklené střechy. Od 13. dubna 1987 je pasáž zapsána na seznamu historických památek. Na konci roku 2005 proběhla částečná rekonstrukce: restaurováno bylo zasklení, římsy, malby a výkladní skříně.